# Voština (chladič)

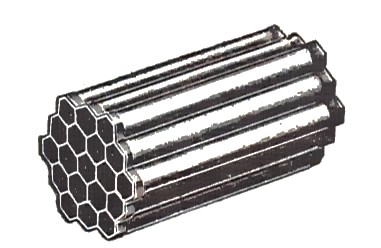
Voštiny – trubičky na koncích rozlisované do šestiúhelníka, kapalina proudí mezi nimi ve střední části

Voština je středová část vodních chladičů historických automobilů ve tvaru šestiúhelníků připomínající včelí plástev, v moderních chladičích se pak pojem voština používá pro dírkovaný plech plnící podobnou funkci.

## Funkce
Krátkými vodorovnými voštinami, jejichž konce jsou rozlisovány do šestiúhelníků, proudí vzduch, který přejímá teplo od chladicí kapaliny. Kapalina proudí mezi středními částmi trubiček, proud kapaliny se tak rozstřikuje a předání tepla je účinnější. Voštinový chladič je velmi účinný, avšak pro nákladnost výroby se od tohoto řešení ustoupilo.

## Historie
Voštinový chladič si v září roku 1900 patentoval Wilhelm Maybach, roku 1901 byl poprvé použit ve voze Mercedes 35 PS.